# Conioscinella dimidiata
Conioscinella dimidiata är en tvåvingeart som först beskrevs av Becker 1912.  Conioscinella dimidiata ingår i släktet Conioscinella och familjen fritflugor. Inga underarter finns listade i Catalogue of Life.